# Primetime-Emmy-Verleihung 1992
Die 44. Emmy-Verleihung fand am 30. August 1992 im Pasadena Civic Auditorium in Pasadena, Kalifornien, statt. Moderiert wurde die Show von Tim Allen, Kirstie Alley und Dennis Miller.

## Preisträger und Nominierungen (Auswahl)

### Programme
| Beste Comedyserie | Beste Dramaserie |
| --- | --- |
| - Murphy Brown, NBC - Brooklyn Bridge, CBS - Cheers, NBC - Hör mal, wer da hämmert, ABC - Seinfeld, NBC                                                                              | - Ausgerechnet Alaska, CBS - I’ll Fly Away, NBC - L.A. Law – Staranwälte, Tricks, Prozesse, NBC - Law & Order, NBC - Zurück in die Vergangenheit, NBC                                                            |
| Beste Varieté-, Musik- oder Comedyserie | Bestes Varieté-, Musik- oder Comedyspezial |
| - The Tonight Show Starring Johnny Carson NBC - In Living Color; Fox - Late Show with David Letterman, CBS                                                                           | - Cirque du Soleil II: Nouvelle Expérience, HBO - Comic Relief V, HBO - Oscarverleihung 1993, ABC - Great Performances , Episode: "Unforgettable, with Love: Natalie Cole Sings the Songs of Nat King Cole", PBS |
| Bester Fernsehfilm | Beste Miniserie |
| - Miss Rose White, NBC - Der Schein trügt (Doing Time on Maple Drive), Fox - Homefront: Pilotfilm, ABC - I’ll Fly Away: Pilotfilm, NBC - Without Warning: The James Brady Story, HBO | - Das Schicksal der Jackie O., NBC - Unter der Last der Beweise, ABC - Das Gift des Zweifels, NBC - Der Taylor-Mord – Kampf um ein Kind, CBS - Drug Wars 2 – Blutroter Schnee, NBC                               |

### Schauspieler

#### Hauptrollen
| Bester Hauptdarsteller innerhalb einer Comedyserie | Beste Hauptdarstellerin innerhalb einer Comedyserie |
| --- | --- |
| - Craig T. Nelson als Coach Hayden in Coach, Episode: „A Real Guy's Guy“, ABC - Ted Danson als Sam Malone in Cheers, Episode: „Go Make“, NBC - John Goodman als Dan Conner in Roseanne, Episode: „The Back Story“, ABC - Kelsey Grammer als Dr. Frasier Crane in Überflieger, Episode: „Planes, Trains, and Visiting Cranes“, NBC - Burt Reynolds als Wood Newton in Daddy schafft uns alle, Episode: „Callous Hearts of Rage“, CBS - Jerry Seinfeld als Jerry Seinfeld in Seinfeld, Episode: „The Boyfriend“, NBC | - Candice Bergen als Murphy Brown in Murphy Brown, Episode: „Birth 101“, CBS - Kirstie Alley als Rebecca Howe in Cheers, Episode: „An Old Fashioned Wedding“, NBC - Roseanne Barr als Roseanne Conner in Roseanne, Episode: „A Bitter Pill to Swallow“, ABC - Tyne Daly als Mimsy Borogroves in Überflieger, Episode „My Brother’s Keeper“, NBC - Marion Ross als Sophie Berger in Brooklyn Bridge, Episode: „Brave New World“, CBS - Betty White als Rose Nylund in Golden Girls. Episode: „Dateline: Miami“, NBC                                      |
| Bester Hauptdarsteller innerhalb einer Dramaserie | Beste Hauptdarstellerin innerhalb einer Dramaserie |
| - Christopher Lloyd als Alistair Dimple in Das Mädchen aus der Stadt, Episode: „Facts and Fictions“, Disney - Scott Bakula als Sam Beckett in Zurück in die Vergangenheit, Episode: „Dreams: February 28, 1979“, NBC - Kirk Douglas als General Kalthrob in Geschichten aus der Gruft, Episode: „Yellow“, HBO - Michael Moriarty als Ben Stone in Law & Order, Episode: „the Wages of Love“, NBC - Rob Morrow als Joel Fleischmann in Ausgerechnet Alaska, Episode: „Jules et Joel“, ABC - Harrison Page als Reverend Walters in Zurück in die Vergangenheit, Episode: „Song for the Soul: April 7, 1963“, ABC - Sam Waterston als Forrest Bedford in I’ll Fly Away, Episode: „Hard Lessons master Magician“, NBC | - Dana Delany als Colleen McMurphy in China Beach, Episode: „Through and Through“, CBS - Sharon Gless als Rosie O’Neill in Die Fälle der Rosie O’Neill, Episode: „Heartbreak Hotel“, CBS - Shirley Knight als Melanie Cullen in Law & Order, Episode: „The Wages of Love“, NBC - Angela Lansbury als Jessica Fletcher in Mord ist ihr Hobby, Episode: „Night Fears“, CBS - Kate Nelligan als Sydney Carver in Das Mädchen aus der Stadt, Episode: „After the Honeymoon“. Disney - Regina Taylor als Lilly in I’ll Fly Away, Episode: „Coming Home“, NBC |
| Bester Hauptdarsteller innerhalb einer Miniserie oder einem Spezial | Beste Hauptdarstellerin innerhalb einer Miniserie oder einem Spezial |
| - Beau Bridges als James Brady in Without Warning: The James Brady Story, HBO - Rubén Blades als Ernesto Ontiveros in Crazy from the Heart, TNT - Hume Cronyn als Cleveland Meriwether in Trevor und der Penner, CBS - Brian Dennehy als John Wayne Gacy in Jagt den Killer, Syndicated - Maximilian Schell als Mordecai Weiss in Miss Rose White, NBC | - Gena Rowlands als Pat Forester in Das fremde Gesicht, CBS - Anne Bancroft als Lilian Cage in Mrs. Cage, PBS - Meredith Baxter als Betty Broderick in Bis dass ein Mord uns scheidet, CBS - Judy Davis als Gräfin Mary Lindell in Allein gegen den Wind, CBS - Laura Dern als Janet Harduvel in Afterburn, HBO |

#### Nebenrollen
| Bester Nebendarsteller innerhalb einer Comedyserie | Beste Nebendarstellerin innerhalb einer Comedyserie |
| --- | --- |
| - Michael Jeter als Herman Stiles in Daddy schafft uns alle, Episode: "Herman in Charge" + "Hasta la Vista", CBS - Jason Alexander als George Costanza in Seinfeld, Episode: "The Note" + "The OTape", NBC - Charles Durning als Dr. Harlan Ellridge in Daddy schafft uns alle, Episode: "Three Naked Men", CBS - Harvey Fierstein als Mark Newberger in Cheers, Episode: "Guest Host" + "Rebecca’s Lover... Not", NBC - Jay Thomas als Jerry Gold in Murphy Brown, Episoden: "Uh-Oh", Parts 2 & 3 + "Lovesick", CBS - Jerry Van Dyke als Luther Van Dam in Coach, Episoden: "I Think I Can't, I Think I Can't" + "Last of the Red-Hot Luthers", ABC | - Laurie Metcalf als Jackie Harris in Roseanne, Episode: "Why Jackie Becomes a Trucker" + "Kansas City, Here We Come", ABC - Faith Ford als Corky Sherwood in Murphy Brown, Episode: "Love is Blonde" + "A Chance of Showers", CBS - Estelle Getty als Sophia Petrillo in Golden Girls, Episode: "One Flew Out of the Cuckoo's Nest", NBC - Alice Ghostley als Bernice Clifton in Mann muss nicht sein, Episoden: "The Strange Case of Clarence and Anita" + "Just Say Doe", CBS - Julia Louis-Dreyfus as Elaine Benes in Seinfeld, Episode: "The Pen" + "The Tape", NBC - Frances Sternhagen als Esther Clavin in Cheers, Episode: "Heeeeeere's... Cliffy!", NBC |
| Bester Nebendarsteller innerhalb einer Dramaserie | Beste Nebendarstellerin innerhalb einer Dramaserie |
| - Richard Dysart als Leland McKenzie Jr. in L.A. Law – Staranwälte, Tricks, Prozesse, Episoden: "Monkey on My Back Lot" + "P.S. Your Shrink Is Dead", NBX - Ed Asner als Walter Kovacs in Die Fälle der Rosie O’Neill, Episoden: "Knock, Knock" + "Happy Birthday or Else", CBS - John Corbett als Chris Stevens in Ausgerechnet Alaska, Episoden: "Only You" + "Burning Down the House", CBS - Richard Kiley als Doug in Bradburys Gruselkabinett, Episode: "The Utterly Perfect Murder", USA - Jimmy Smits als Victor Sifuentes in L.A. Law – Staranwälte, Tricks, Prozesse, Episode: "Steal It Again, Sam" + "Say Goodnight, Gracie", NBC - Dean Stockwell als Al Calavicci in Zurück in die Vergangenheit, Episode: "The Leap Back: June 15, 1945" + "Dreams: February 28, 1979", NBC | - Valerie Mahaffey als Eve in Ausgerechnet Alaska, Episoden: "The Bumpy Road to Love" + "Lost and Found" + "Our Wedding", CBS - Mary Alice als Marguerite Peck in I’ll Fly Away, Episoden: "Hard Lessons" + "A Dangerous Comfort", NBC - Barbara Barrie als Mrs. Bream in Law & Order, Episode: "Vengeance", NBC - Conchata Ferrell als Susan Bloom in L.A. Law – Staranwälte, Tricks, Prozesse, Episoden: "Spleen It to Me, Lucy" + "P.S. Your Shrink Is Dead", NBC - Cynthia Geary als Shelly Tambo in Ausgerechnet Alaska, Episoden: "Oy, Wilderness" + "Get real", CBS - Marg Helgenberger als KC Kolowski in China Beach, Episoden: "100 Klicks Out" + "The Always Goodbye", ABC - Kay Lenz als Maggie Zombro in Die Staatsanwältin und der Cop, Episoden: "One Woman's Word" + "Maggie Finds Her Soul", NBC |
| Bester Nebendarsteller innerhalb einer Miniserie oder einem Spezial | Beste Nebendarstellerin innerhalb einer Miniserie oder einem Spezial |
| - Hume Cronyn als Ben in Broadway Familie, ABC - Brian Dennehy als Dixon Hartnell in Unter der Last der Beweise, ABC - Hector Elizondo als Lt. Angel in Mrs. Cage, PBS - Jerry Orbach als Jack Jerome in Broadway Familie, ABC - Ben Vereen als Gene Randell in Intruders – In der Gewalt von Außerirdischen, CBS | - Amanda Plummer als Lusia Weiss in Miss Ross White, NBC - Anne Bancroft als Kate Jerome in Broadway Familie, ABC - Bibi Besch als Lisa Carter in Der Schein trügt (Doing Time on Maple Drive), Fox - Penny Fuller als Kate Ryan in Miss Ross White, NBC - Maureen Stapleton als Tanta Perla in Miss Ross White, HBO |

### Regie
| Beste individuelle Leistung in der Regie für eine Comedyserie | Beste individuelle Leistung in der Regie für eine Dramaserie |
| --- | --- |
| - Barnet Kellmann für Murphy Brown, Episode: "Birth 101", CBS - James Burrows für Cheers, Episode: "An Old Fashioned Wedding", NBC - Lee Shallat Chemel für Murphy Brown, Episode: "Birth 101", CBS - David Steinberg für Seinfeld, Episode: "the Tape", NBC - Sam Weisman für Brooklyn Bridge, Episode: "When Irish Eyes Are Smiling", CBS                     | - Eric Laneuville für I’ll Fly Away, Episode: "All God’s Children", NBC - Jack Bender für Ausgerechnet Alaska, Episode: "Seoul Mates", CBS - Mimi Leder für China Beach, Episode: "Rewind", ABC - Nancy Malone für Die Fälle der Rosie O’Neill, Episode: "Heartbreak Hotel", CBS - Rick Wallace für L.A. Law – Staranwälte, Tricks, Prozesse, Episode: "Say Goodnight, Gracie", NBC |
| Beste individuelle Leistung in der Regie für eine Varieté-, Musik- oder Comedysendung | Beste individuelle Leistung in der Regie für eine Varieté-, Musik- oder Comedysendung Miniserie oder Spezial |
| - Patricia Birch für Great Performances: Unforgettable, with Love: Natalie Cole Sings the Songs of Nat King Cole, PBS - Hal Gurnee für Late Night with David Letterman: 10th Anniversary Special, NBC - Jeff Margolis für Oscarverleihung 1992, ABC - Walter C. Miller für Tony Awards 1992, CBS - Bobby Quinn für The Tonight Show Starring Johnny Carson, NBC | - Joseph Sargent für Miss Ross White, NBC - Paul Bogart für Broadway Familie, ABC - Joshua Brand für I’ll Fly Away: Pilot, NBC - Lamont Johnson für Katastrophenflug 232, ABC - Ron Lagomarsino für Homefront: Pilot, ABC - Daniel Petrie für Mein Freund Mark Twain, Disney |

### Drehbuch
| Bestes Drehbuch für eine Comedyserie | Bestes Drehbuch für eine Dramaserie |
| --- | --- |
| - Elaine Pope, Larry Charles für Seinfeld, Episode: "The Fix-Up", NBC - Larry David für Seinfeld, Episode: "The Parking Garage", NBC - Larry David, Bob Shaw, Don McEnery für Seinfeld, Episode: "The Tape", NBC - Garry Dontzig, Steven Peterman für Murphy Brown, Episode: "Come Out, Come Out, Wherever You Are", CBS - Diane English, Korby Siamis für Murphy Brown, Episode: "Uh Oh, Part 2", CBS - Jennifer Heath, Amy Sherman für Roseanne, Episode: "A Bitter Pill to Swallow", ABC | - Andrew Schneider, Diane Frolov für Ausgerechnet Alaska, Episode: "Seoul Matters", CBS - David Chase für I’ll Fly Away, Episode: "Master Magician", NBC - Robin Green für Ausgerechnet Alaska, Episode: "Burning Down the House", CBS - Jeff Melvoin für Ausgerechnet Alaska, Episode: "Democracy in America", CBS - Robert Nathan, Walon Green für Law & Order, Episode: "Manhood", NBC - John Wells, John Sacret Young, Carol Flint, Lydia Woodward für China Beach, Episode: "Hello-Goodbye", ABC |
| Bestes Drehbuch für eine Varieté- oder Comedysendung | Bestes Drehbuch für eine Miniserie oder ein Special |
| - Oscarverleihung 1992, Fox - Saturday Night Live, NBC - Late Night with David Letterman, NBC - In Living Color, Fox - The Tonight Show Starring Johnny Carson, NBC | - John Falsey, Joshua Brand für I’ll Fly Away: Pilot, NBC - Robert Bolt für Without Warning: The James Brady Story, HBO - James Duff für Der Schein trügt (Doing Time on Maple Drive), Fox - Anna Sandor für Miss Ross White, NBC - Neil Simon für Broadway Familie, ABC |